# روهردورف (بادن-وورتمبرگ)
روهردورف (به آلمانی: Rohrdorf) یک شهر در آلمان است که در Calw واقع شده‌است.